# La Marolle-en-Sologne
La Marolle-en-Sologne é uma comuna francesa na região administrativa do Centro, no departamento Loir-et-Cher. Estende-se por uma área de 25,82 km². Em 2010 a comuna tinha 346 habitantes (densidade: 13,4 hab./km²).